# Peter Hertel (Schachspieler)
Peter Hertel (* 15. März 1958 in Cuxhaven) ist ein deutscher Großmeister im Fernschach und ein FIDE-Meister im Turnierschach.

## Fernschach
1977 begann Hertel mit dem Fernschach. 1983 wurde er Deutscher Juniorenmeister, 1984 belegte er in dieser Disziplin den zweiten Platz. Im Bertl-von-Massow-Gedenkturnier 1988–95 erreichte er ein Ergebnis von 8 aus 14 und erhielt dafür den Titel Internationaler Fernschachmeister. Er gewann die 23. Deutsche Fernschachmeisterschaft 1991–95.
Mit der deutschen Mannschaft gewann er 1995–98 die 4. Europameisterschaft. Beim BdF-50-Einladungsturnier 1995–2002 belegte er den geteilten ersten Platz. Bereits 1999 hatte er hier die Großmeisternorm erfüllt, er wurde Großmeister im Fernschach. Im Jahre 2005 wurde er an Brett 1 für Deutschland spielend Olympiasieger, 2010 gewann er die Silbermedaille und 2011 am 2. Brett wieder die Goldmedaille und 2016 am 1. Brett nochmals die Goldmedaille. Danach spielte er kein Fernschach mehr u. a. aufgrund der zu stark werdenden Engines (Schachprogramme) die einen aus seiner Sicht zu hohen Einfluss auf die Partien haben. Hertel verlor in allen Fernschacholympiaden keine Partie.
In der aktuellen ICCF-Weltrangliste (2014/3) belegt er mit einer Elo-Zahl von 2644 den 9. Platz. Seine höchste Elozahl von 2669 erreichte Hertel im Jahr 2005.

## Turnierschach
Angeregt durch das Match des Jahrhunderts zwischen Fischer und Spasski begann Hertel 1972 mit dem Schachspielen im Schachverein Cuxhaven. Nach einem kurzen Abstecher von 1976 bis 1978 im Hamburger Schachverein BUE (Barmbek-Uhlenhorst) spielte er von 1979 bis 2009 im Schachverein SG Niederelbe und für die 1. Mannschaft der SG Niederelbe. 1995 wurde er FIDE-Meister. 2001 erfüllte er in Cuxhaven eine IM-Norm. Seine Elo-Zahl beträgt 2182 (Stand: November 2022), seine höchste Elo-Zahl von 2335 erreichte er im Juli 1994. Später spielte Hertel für den Flensburger SK und in Dänemark für den Bov Skakklub (unter anderem in den Saisons 2015/16 und 2017/18 in der höchsten dänischen Spielklasse, der Skakligaen). Aktuell (Stand: Saison 2022/23) spielt er für die Schachabteilung des MTV Leck.

## Sonstiges
Peter Hertel ist Postpensionär.